# 게보르그 다브탼
게보르그 호브한네시 다브탼(아르메니아어: Գևորգ Հովհաննեսի Դավթյան, 1983년 1월 4일~)은 아르메니아의 역도 선수이다. 2008년 하계 올림픽 남자 미들급 종목에서 동메달을 획득했으며 세계 선수권 대회에서 은메달 1개, 유럽 선수권 대회에서 금메달 2개를 획득했다.